# Diederik Boer
Pour les articles homonymes, voir Boer.
Diederik Boer, né le 24 septembre 1980, est un footballeur néerlandais évoluant actuellement au poste de gardien de but.

## Biographie
Diederik Boer joue deux matchs en Ligue Europa avec le club du PEC Zwolle lors de l'année 2014.

## Palmarès
- Champion des Pays-Bas de D2 en 2012 avec le PEC Zwolle
- Vainqueur de la Coupe des Pays-Bas en 2014 avec le PEC Zwolle
- Vainqueur de la Supercoupe des Pays-Bas en 2014 avec le PEC Zwolle